# Île Saint George (Alaska)
Pour les articles homonymes, voir Île Saint George.
L'île Saint-George (Saint George Island) est une des deux îles principales des îles Pribilof, un archipel de l'Alaska (États-Unis) en mer de Béring. 
Sa superficie est de 90 km2 et sa population est de 152 personnes habitant tous dans l'unique localité de Saint George